# Poen de Wijs
Jacob Christiaan (Poen) de Wijs (Nijmegen, 23 januari 1948 - Den Haag, 25 augustus 2014) was een Nederlands kunstschilder. Zijn stijl wordt getypeerd als realisme. Hij heeft gestudeerd aan de Koninklijke Academie van Beeldende Kunsten te Den Haag, van 1966 tot 1971 (MO-B). Hij woonde en werkte te Den Haag. Hij is 13 januari 2013 benoemd tot Ridder in de Orde van Oranje-Nassau.

## Van abstract naar realistisch
Het werk van Poen de Wijs heeft zich ontwikkeld van abstract naar realistisch en de eerste realistische aquarellen dateren van 1977. Sindsdien heeft hij een oeuvre opgebouwd van meer dan 800 werken, aanvankelijk in aquarel, daarna in olieverf en vanaf 1999 in acrylverf. Tevens heeft hij 30 oplagen in steendruk (lithografie) gemaakt.
Met zijn eerste realistische aquarellen werd Poen de Wijs bekend in Nederland, vooral doordat deze voor platenhoezen van de band Flairck werden gebruikt. Met zijn tentoonstellingen bij galerie Steltman in Amsterdam (van 1979 tot 1989) vestigde hij definitief zijn naam.

## Internationale bekendheid
In een periode (tweede helft van de vorige eeuw) waarin het abstracte, experimentele schilderen op een hoogtepunt was, bleken de reacties op zijn werk sterk uiteenlopend. Er waren toen niet veel galeries die realistisch werk toonden en voor- en tegenstanders schreven zeer verschillend.
Vanaf 1990 werden zijn tentoonstellingen georganiseerd door galerie De Twee Pauwen in Den Haag en galerie Bonnard in Nuenen. Internationaal kwamen tentoonstellingen en presentaties in onder andere Indonesië, Duitsland (Frankfurt en Jade), Zwitserland (Interlaken en Bazel), Kenia (Nairobi), USA (Chicago en New York), Oostenrijk (Innsbruck) en Spanje (Madrid).
Poen de Wijs schilderde veel thematisch: zijn liefde voor klassieke muziek kwam tot uiting in het thema Alma Musica (1993). In A Kenyan Holiday (1995) en De kleren van de Geisha (2000) werden zijn liefde voor reizen en andere culturen in zijn werk geïntegreerd. Het theater als thema is zichtbaar in Prima Vista, Mini en Maxi in portret (2002) en Momenten (2011). Een ander thema dat in het werk van Poen de Wijs steeds terugkeert is kinderen uit diverse culturen: Kinderspel (2011).

## Nieuwe technieken en mogelijkheden
Poen de Wijs heeft zichzelf nooit beperkt tot een en dezelfde schildertechniek of schuwde daarin te experimenteren, integendeel, hij experimenteerde voortdurend en ontdekte nieuwe technieken, mogelijkheden en toepassingen.
Hij heeft oude schildertechnieken bestudeerd en beoefend om deze te integreren in de nieuwe mogelijkheden. Zo is zijn realistische stijl geëvolueerd door de veranderingen in het toepassen van schildermaterialen.
In 1999 stopte Poen de Wijs met olieverf en schakelde over op acryl.
Een nieuwe ontwikkeling in zijn werk is het gebruik van metallic verven in acryl. Hij brengt laagjes goud, zilver of koperverf aan over een deel van de onderschildering. Een toeschouwer ziet twee volledig verschillende voorstellingen, afhankelijk van de hoek waarin men het kunstwerk bekijkt. Dit metallic effect geeft een bijna driedimensionaal effect.

## Publicaties
Over Poen de Wijs zijn boeken, iBooks (Apple iBookstore), documentaires en artikelen gepubliceerd, over zijn werken en ook over zijn diverse schildertechnieken. In de loop van zijn carrière hadden kunstcritici heel uiteenlopende opvattingen ten aanzien van zijn werk, maar allen waren het eens over de technische kwaliteit daarvan.

## Overlijden
In de laatste fase van zijn leven was Poen de Wijs ernstig ziek en zag hij zijn einde naderen. Hij schreef hierover een tekst die hij publiceerde op Social media zoals Facebook.
"Sommigen van jullie weten dat ik ziek ben, velen niet. Het eind begint in zicht te komen, ik heb er vrede mee. Ruim 900 werken heb ik geschilderd, vele tekeningen en steendrukken laat ik achter. Deze gaan de wereld over. Er zullen verschillende mensen zijn die daarbij zullen helpen.[....] Vele leerlingen die ik in de loop der jaren heb mogen opleiden gaan hun eigen weg. Ik had prachtige contacten met collega-kunstenaars uit alle disciplines. Aan liefhebbers en bewonderaars van mijn werk had ik nooit gebrek. Mijn familie en vrienden zijn me altijd dierbaar geweest. Veel heb ik met hen gedeeld. Last but not least: mijn lieve vrouw Marleen Looijen en haar dochter Sarah gaan verder zonder mij. Gelukkig blijven zij verzorgd achter. En dat geeft mij de rust om dit leven los te kunnen laten."

## Belangrijkste uitgaven en documentaires
- 1980 - “Poen de Wijs, aquarellen en tekeningen” - uitgave: Luyten
- 1987 - “Poen de Wijs”, Hans Redeker – uitgave: Steltman
- 1991 - “De drie Gratiën”– uitgave: Galerie Bonnard
- 1998 - “Poen de Wijs”, Gerard Kerkvliet & Hayo Menso de Boer – uitgave: De Twee Pauwen
- 2005 - “Schilderijen/Paintings 1999-2005 – uitgave: Galerie De Twee Pauwen
- 2009 - “Het verhaal achter het zichtbare” – gefilmd door: John M. Vijlbrief
- 2012 - “Moments” –gefilmd door: John M. Vijlbrief
- 2013 - 10 iBooks “Inside the Studio of Poen de Wijs” – uitgave: Apple iBooks; Vijlbrief Media
- 2013 - “Where the Artist meets the Printer” –gefilmd door: John M. Vijlbrief

## Belangrijkste Tentoonstellingen
- 1979 - Galerie Hüsstege-Steltman, Amsterdam
- 1982 - Galerie Hofstee, Frankfurt 1983
- 1983 - Tentoonstellingstournee – Indonesië (Jakarta, Bandung, Yogjakarta)
- sinds 1990 - Galerie Bonnard, Nuenen
- sinds 1993 - Galerie De Twee Pauwen, Den Haag
- 1995 - One-Off Gallery, Nairobi (Kenia) A Kenian Holiday
- 2002 - Galerie De Twee Pauwen, Den Haag, Prima Vista, Mini en Maxi in portret
- 2005 - Galerie De Twee Pauwen, Den Haag, Tijd en ruimte
- 2006 - New Dutch Realism in New York
- 2010 - Galerie De Twee Pauwen, Den Haag - solo tentoonstelling The Journey
- 2011 - Galerie De Twee Pauwen, den Haag – solo tentoonstelling Kinderspel
- 2012 - Gorcums Museum, Gorinchem – solo tentoonstelling Momenten
- 2013 - Nederlands Steendrukmuseum, Valkenswaard – Overzichtstentoonstelling van steendrukken